# Mari-Liis Lillemäe
Mari-Liis Lillemäe (* 1. September 2000 in Viljandi) ist eine estnische Fußballspielerin. Die rechte Mittelfeldspielerin steht derzeit beim estnischen Rekordmeister FC Flora Tallinn unter Vertrag und ist seit 2017 auch estnische A-Nationalspielerin.

## Karriere

### Vereine
Lillemäe begann bei Noortekoondis in ihrer estnischen Heimat mit dem Fußballspielen. 2017 schloss sie sich dem FC Flora Tallinn an, für den sie im April 2017 gegen den Põlva FC Lootos ihr Debüt in der ersten Liga gab.  Schon bald konnte sie sich in der ersten Mannschaft festspielen und erwies sich als sehr torgefährlich. Bis 2020 absolvierte sie nahezu 100 Spiele, in denen ihr über 50 Tore gelangen. Damit trug sie maßgeblich dazu bei, dass der FC Flora Tallinn in jeder dieser Spielzeiten die estnische Meisterschaft und den estnischen Fußballpokal gewinnen konnte. 2019 wurde sie zur besten Nachwuchsfußballerin Estlands gewählt. 2020 ging sie für ihr Studium in die USA und schloss sich den UT Rio Grande Valley Vaqueros, einem College-Team der University of Texas, an. Bereits 2021 kehrte sie jedoch nach Estland zurück und schloss sich wieder dem FC Flora Tallinn an. Dort gehörte sie sofort wieder zur Stammelf und trug mit weiteren 59 Treffern in 78 Spielen dazu bei, dass ihr Verein auch in den Jahren 2021 bis 2024 die Meisterschaft und den Pokal gewinnen konnte. Durch diese glänzenden Leistungen erregte sie das Interesse ausländischer Vereine. So wechselte Lillemäe im Februar 2024 zum österreichischen Bundesligisten FC Wacker Innsbruck. Ihr gelang es jedoch nicht, ihre Leistungen aus der estnischen Liga zu übertragen. In neun Ligaspielen gelang ihr kein Tor, sodass auch sie den Abstieg der Innsbruckerinnen am Saisonende nicht verhindern konnte. Nach Saisonende kehrte sie abermals zum FC Flora Tallinn zurück, mit sie auch 2025 den Gewinn der Meisterschaft und des Pokals feiern konnte.

### Nationalmannschaft
Lillemäe durchlief die estnischen Nachwuchsmannschaften, bevor sie 2017 ihr Debüt für die estnische Nationalmannschaft gab. Ihr erstes Länderspieltor erzielte die in der Liga so treffsichere Lillemäe indes erst am 10. November 2022 beim 1:1 gegen Montenegro. Im selben Jahr gelang ihr mit Estland der Gewinn des Baltic Cups durch einen 3:1-Finalsieg gegen die Färöer. Mit Ausnahme der Baltic Cups, für die Estland automatisch qualifiziert ist, nahm Lillemäe mit Estland noch an keinem größeren Turnier teil.